# 필름2.0
《필름2.0》 은 2000년 12월 19일에 창간한 잡지로, 대한민국의 '미디어2.0'에서 발행하였던 영화 전문 주간지이다.

## 개요
영화 가이드 및 뉴스, 국내외 유명 영화 평론가들이 제공하는 리뷰가 있으며, 상영 중인 영화도 자세히 소개해 놓고 있고 영화 평론을 읽으며 관련 지식을 쌓을 수 있도록 하고 있다.
창간 당시의 잡지 가격은 3000원이었으나, 2004년부터 가격을 1000원으로 인하하였다. 전성기 때에는 가판 판매에서 영화잡지 《씨네21》을 추월한 판매량을 보여주기도 했으며, 2005년에는 대한민국의 잡지 중에서는 최초로 브랜드 이름 그대로 일본에서 발행되기도 했다.
하지만 2008년 12월에 재정적 어려움과 불안정한 수익구조로 인해 휴간하였으며, 당초 2009년 2월까지만 휴간하는 것으로 발표되었으나, 이후 복간되지 않았다.